# Вільяр-де-Пералонсо
Вільяр-де-Пералонсо (ісп. Villar de Peralonso) — муніципалітет в Іспанії, у складі автономної спільноти Кастилія-і-Леон, у провінції Саламанка. Населення — 289 осіб (2010).
Муніципалітет розташований на відстані близько 220 км на захід від Мадрида, 46 км на захід від Саламанки.
На території муніципалітету розташовані такі населені пункти: (дані про населення за 2010 рік)
- Саелісехос: 1 особа
- Сардон-де-лос-Аламос: 5 осіб
- Вільяр-де-Пералонсо: 283 особи

## Демографія
Динаміка населення (INE ):

## Зовнішні посилання
- Провінційна рада Саламанки: індекс муніципалітетів [Архівовано 23 квітня 2009 у Wayback Machine.]
- Посилання на Google Maps